# Haitianisch-honduranische Beziehungen
Die Haitianisch-honduranischen Beziehungen beschreiben das bilaterale Verhältnis zwischen der Republik Haiti einerseits und der Republik Honduras andererseits.
Beide Länder sind Mitglieder der Vereinten Nationen, der Organisation Amerikanischer Staaten und der 2011 gegründeten Gemeinschaft der Lateinamerikanischen und Karibischen Staaten (CELAC). 

## Geschichte und Stand
Haiti erlangte die Unabhängigkeit von der früheren Kolonialmacht Frankreich bereits im Jahr 1804, während Honduras im Jahr 1838 die Zentralamerikanische Konföderation früherer Kolonien Spaniens verließ und staatlich unabhängig wurde.
Beide Länder unterhalten diplomatische Beziehungen, haben aber keine Auslandsvertretung in dem jeweils anderen Land. Honduras hat im Jahr 2019 einen in Tabarre, Port-au-Prince, ansässigen Honorarkonsul in Haiti bestellt.
Honduras beteiligte sich mit Angehörigen der Streitkräfte an der von 2004 bis 2017 in Haiti eingesetzten Stabilisierungsmission der Vereinten Nationen (MINUSTAH).
Eine formalisierte Zusammenarbeit beider Länder wurde im April 2013 herbeigeführt, als der haitianische Außenminister Pierre-Richard Casimir und die Unterstaatssekretärin für Auswärtige Angelegenheiten von Honduras, Mireya Agüero de Corrales am Rande des fünften Gipfels der Staats- und Regierungschefs der Karibikstaaten ein Rahmenabkommen über die Zusammenarbeit zur Stärkung der bilateralen Beziehungen zwischen den beiden Ländern unterzeichneten.
Im Mai 2015 wurde Fabio Lobo, Sohn des früheren honduranischen Präsidenten Porfirio Lobo (im Amt 2010 bis 2014) während einer Operation der amerikanischen Drogenbekämpfungsbehörde Drug Enforcement Administration (DEA) und einheimischer Behörden in Haiti festgenommen.
Nach den schweren Schäden, die der tropische Wirbelsturm Matthew im Herbst 2016 in Haiti verursacht hatte, sandte die honduranische Regierung Hilfsflüge mit Trinkwasser, Trockennahrungsmitteln sowie Medikamenten und bot nachhaltige Unterstützung bei der Wiederaufforstung verwüsteter Landstriche an.
Der ehemalige Oberst der Streitkräfte Haitis (Forces Armées d’Haïti) Joseph Michel François, der seit 1996 in Honduras im Exil lebte, nachdem er wegen seiner Beteiligung am Staatsstreich vom 30. September 1991 gegen den damaligen demokratisch gewählten Präsidenten Jean-Bertrand Aristide aus Haiti geflohen war, starb im Februar 2017 in San Pedro Sula.
Im März 2024 rief die Präsidentin von Honduras, Xiomara Castro, in ihrer Eigenschaft als turnusmäßige Vorsitzende der CELAC die Staats- und Regierungschefs der Gemeinschaft dazu auf, auf die Krise in Haiti zu reagieren. Dabei schloss sie eine militärische Intervention aus; die Krise erfordere eine von Haiti geführte Lösung, die einen umfassenden Dialog zwischen der Zivilgesellschaft und den politischen Akteuren einschließt. Sie sagte:

„CELAC wird Haiti, dem ersten unabhängigen Volk Lateinamerikas und der Karibik, jede notwendige und bedingungslose Unterstützung zukommen lassen.“